# Graffite
Ne doit pas être confondu avec Graffiti.

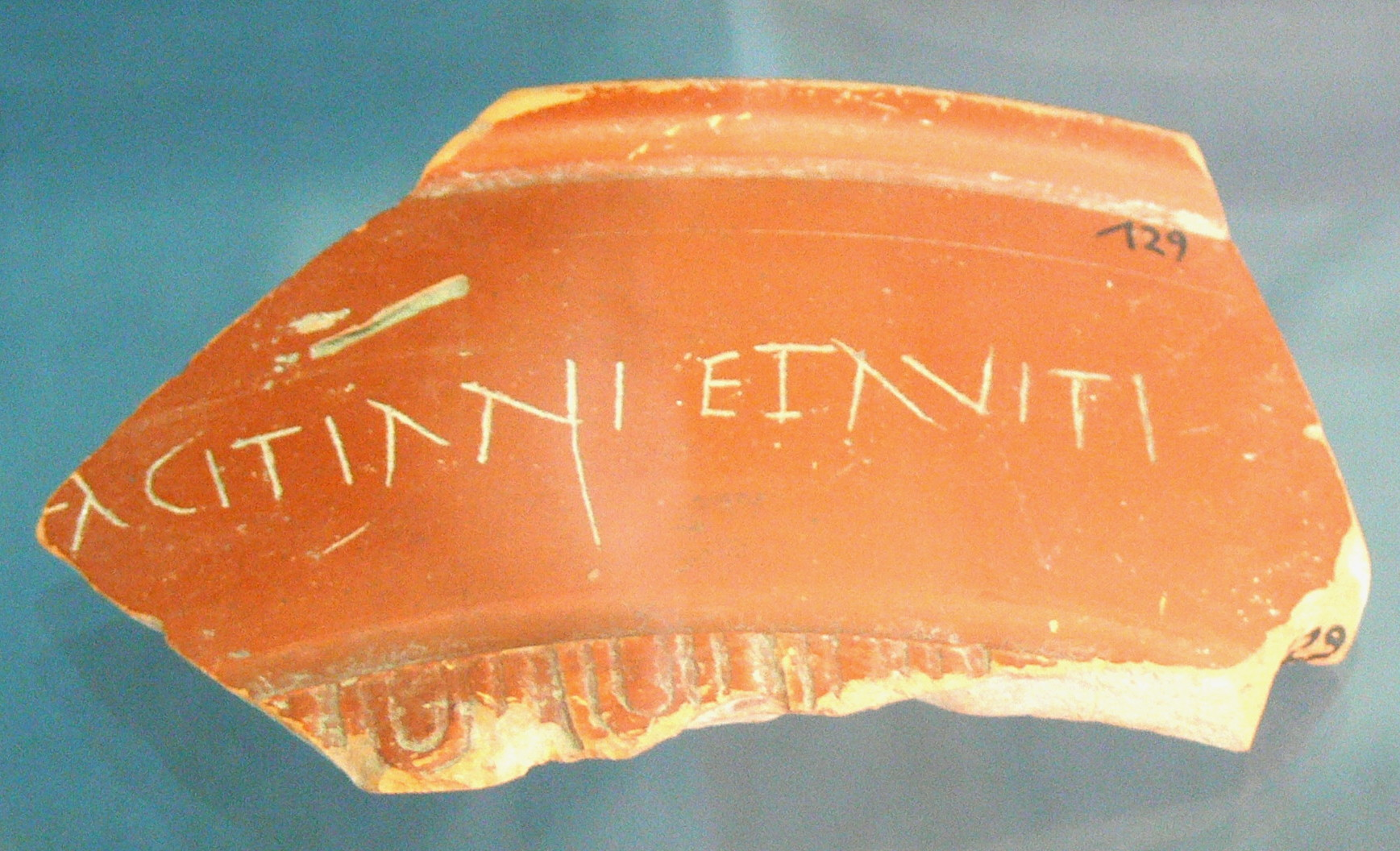
Graffite sur céramique sigillée.

En archéologie, les graffites sont de brèves inscriptions faites à la main sur des objets du quotidien qui n'ont pas vocation à accueillir l'écrit. Au contraire du sens communément attribué aux graffiti, cette forme de l'écrit ne relève pas nécessairement de la dégradation. Ce type d'inscription, que Mireille Corbier qualifie d'« écriture en liberté », constitue une catégorie particulière d'inscription épigraphique à laquelle les archéologues se sont progressivement intéressés dès le XIXe siècle mais surtout depuis la fin du XXe siècle avec la diminution du nombre d'inscriptions monumentales inédites. Longtemps considérés comme des témoignages écrits des classes inférieures moins représentées dans d'autres sources de documentation, les graffites concernent en réalité un spectre bien plus large des sociétés anciennes.
Pour les mondes romain et grec, l'étude des graffites concerne tous les objets qui relèvent de l'instrumentum, mais essentiellement les inscriptions sur céramique dont la conservation est fréquente.
Dans l'agglomération romaine du col de Ceyssat (Puy-de-Dôme), 72 graffites, qui correspondent soit à des formules abrégées soit à des initiales, ont été découverts sur la lèvre et le bec verseur de céramiques qui sont majoritairement des vases à feu dont des cruches/bouilloires. La présence de ces graffites pourrait avoir un lien, dans le cas du graffite DVX, soit avec l'écoulement du liquide contenu dans le vase, soit avec le culte de Mercure, contribuant de ce fait à étayer l'hypothèse d'un sanctuaire romain implanté au bas du puy de Dôme.

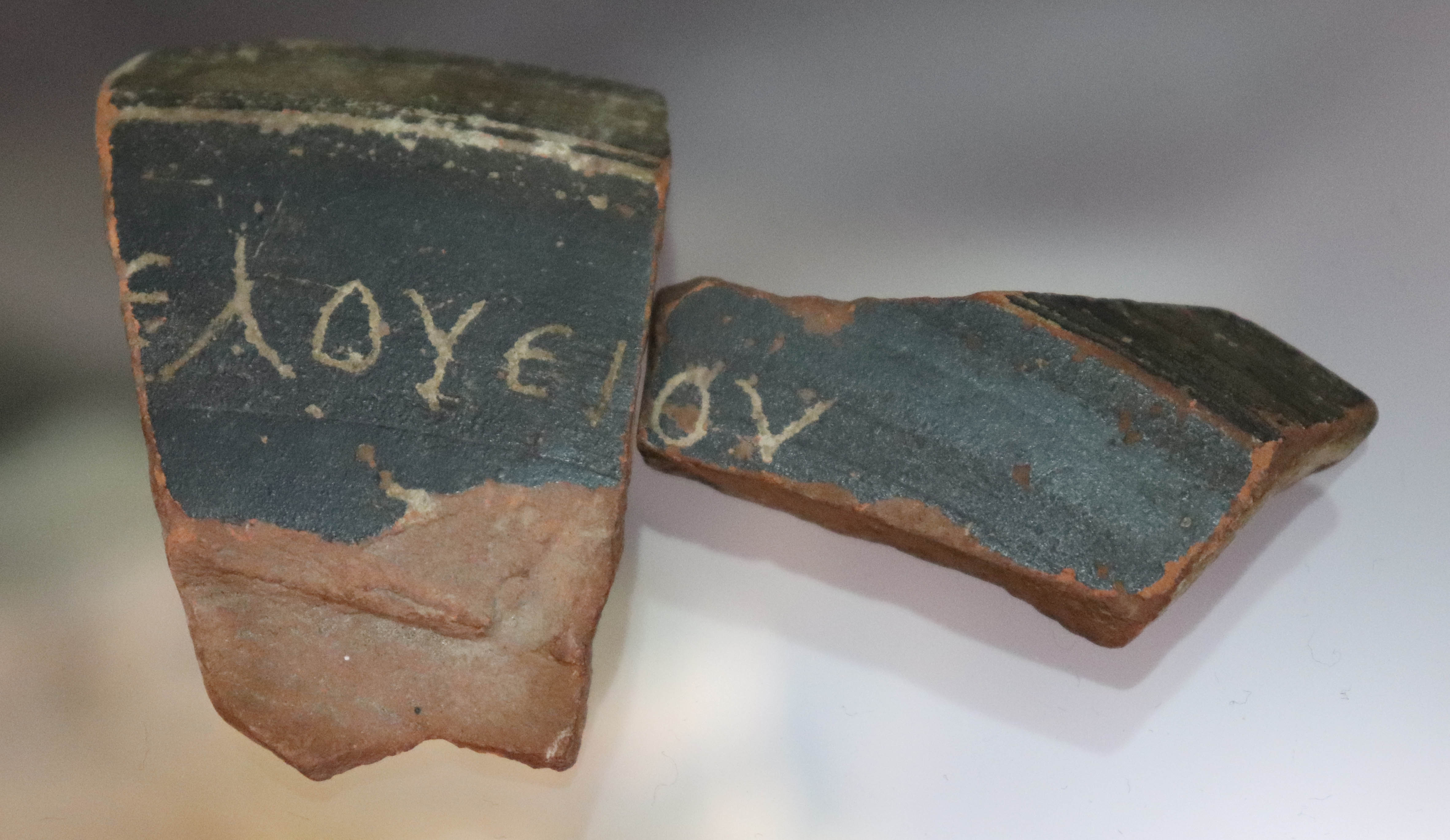
Graffite en grec sur céramique campanienne B.
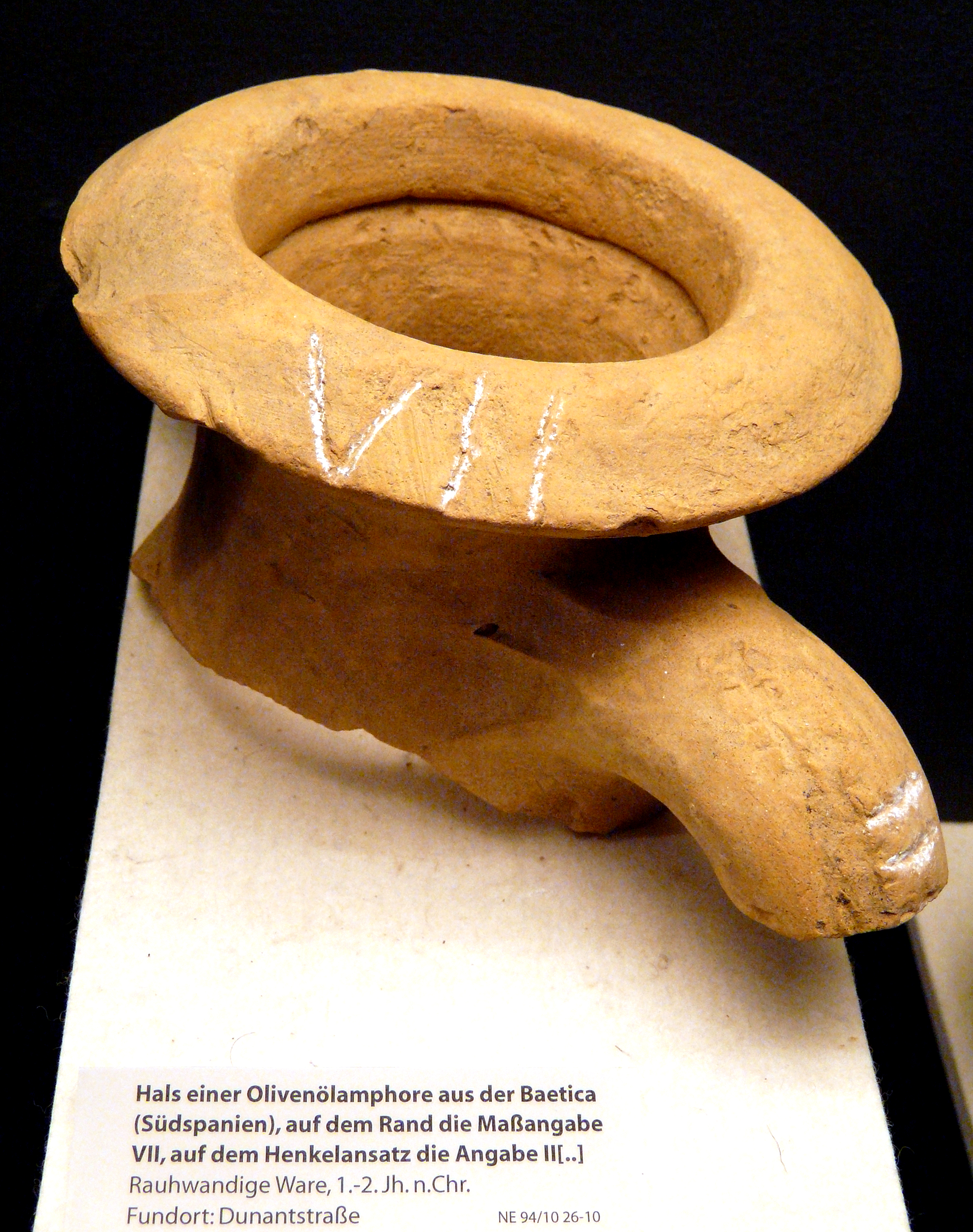
Graffite sur amphore.
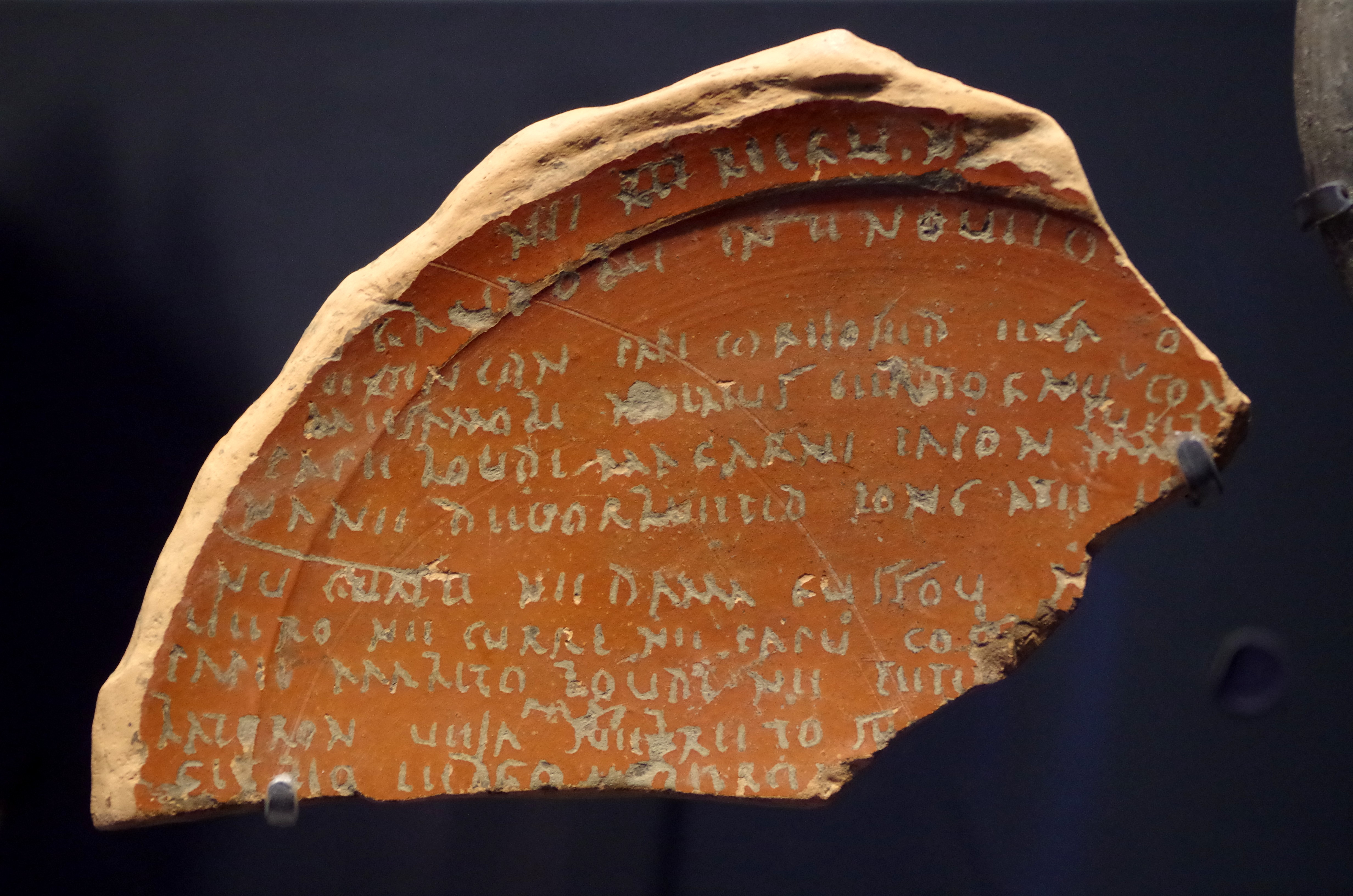
Plat de Lezoux.